# Super slow
Il Super slow è una tecnica speciale applicata nell'allenamento con sovraccarichi (resistance training), in particolare nel body building e fitness.

## Definizione
Il metodo di allenamento Super slow è stato presentato come un mezzo sicuro ed efficace per sviluppare forza e ipertrofia muscolare, sia da parte di neofiti che di atleti avanzati. Questa tecnica è stata scoperta nel 1982 dallo studioso Ken Hutchins nel corso di uno studio sull'osteoporosi su donne anziane, col fine di utilizzare una velocità più sicura per eseguire gli esercizi con sovraccarichi. Il risultato fu la nascita di una nuova tecnica di allenamento coi pesi. Essa consiste nell'eseguire le ripetizioni a velocità molto bassa, il che incide in positivo sull'aumento di quei parametri dell'allenamento coi pesi legati al tempo quali il Time Under Tension (TUT), lo Speed of movement, e la densità, mentre causa la riduzione nei valori di altri parametri, primo fra tutti l'intensità, ma anche il volume.
Una rappresentazione standard della tecnica Super slow può essere eseguita su macchine isotoniche con 8-12 ripetizioni. Ogni ripetizione è composta da 2 secondi di fase concentrica, una pausa di un secondo nella sosta isometrica in contrazione, seguito da 4 secondi nella fase eccentrica (Speed of movement "4-X-2-1"). Il Time Under Tension della serie trova indicativamente una durata di 55-85 secondi. Un protocollo Super slow può essere composto da 4-6 ripetizioni totali costituite da 10 secondi nella fase concentrica e quattro secondi fase eccentrica. Anche questo protocollo richiede circa 55-85 secondi per il completamento. Alcuni definiscono più precisamente la tecnica Super slow come caratterizzata da 10 secondi nella fase positiva e 10 in quella negativa, altri la identificano in una durata tra i 20 e i 60 secondi per ripetizione. A causa dei movimenti estremamente lenti, il metodo impone naturalmente una drastica riduzione dei carichi e dell'intensità a parità di ripetizioni massime (RM), andando a reclutare con maggior enfasi le fibre di durata (di tipo 1), cioè quelle più dotate della capacità di resistere alla fatica per maggiori periodi. Più lento è il movimento, più è lungo il TUT complessivo, e più il carico e l'intensità relativa (% 1RM) dovranno essere ridotti. È possibile utilizzare un carico del 30-50% inferiore rispetto a quello normalmente adoperato e portare a termine tra le 5 e le 10 ripetizioni a serie. Ad esempio, se normalmente viene adoperato un carico del 75% 1RM (tale da permettere 10 RM, ripetizioni massime), con una riduzione del 30% si otterrebbe un carico di circa il 50% 1RM, che con una velocità di movimento normale permetterebbe ben oltre 20 RM, ma applicando la tecnica Super slow renderebbe difficoltoso il completamento 10 RM. La difficoltà varia appunto in base alla velocità di esecuzione della serie, oltre alle capacità individuale di resistenza alla fatica.
Un vantaggio del Super slow è quello di imporre un minore slancio, determinando l'applicazione della forza in maniera uniforme ed equamente distribuita durante l'arco del movimento. Per tale motivo essa può essere comunemente applicata sugli esercizi monoarticolari (o di isolamento), sulle macchine isotoniche o sui cavi, dove il movimento può essere più facilmente controllato lungo il range di movimento. Tra i benefici indotti dall'applicazione del Super slow, emerge un aumento della massa muscolare. Una delle caratteristiche più interessanti è quella di rafforzare la connessione mente-muscolo, poiché il movimento lento obbliga a porre la massima concentrazione sulla contrazione muscolare. Per questo può essere prescritto al fine di sviluppare un maggiore controllo volontario del peso e un controllo propriocettivo dell'attrezzo. Ciò che potrebbe rendere adatto il metodo ai soggetti decondizionati, è anche il fatto che riduce notevolmente il rischio di lesioni nell'esecuzione di movimenti inusuali, e riduce lo stress articolare. Un potenziale svantaggio potrebbe essere dato dal fatto che richiede maggior impegno, coordinazione e controllo muscolare (specie con i pesi liberi, gli esercizi multiarticolari, e i movimenti non vincolati), e può risultare noioso. Alcune critiche mosse sul metodo riguardano la riduzione notevole dell'intensità e del carico, le quali ridurrebbero lo stimolo sullo sviluppo della forza e dell'ipertrofia muscolare rispetto ai metodi tradizionali. A causa dell'intenso sforzo imposto dalle contrazioni molto lente, si consiglia di svolgere solo 2 o 3 esercizi con questa tecnica per gruppo muscolare, e solo 2 serie per esercizio. Dovrebbe seguire in aggiunta un riposo di 5-7 giorni per gruppo muscolare a seguito del suo utilizzo. Come per molte altre tecniche speciali particolarmente stressanti, questa dovrebbe essere introdotta solo per un periodo limitato di 4-6 settimane, per poi tornare a svolgere gli esercizi con la normale velocità di movimento.

## Aspetti fisiologici
Uno dei principali obiettivi dell'allenamento in Super slow è quello di accentuare la tensione muscolare a parità di carico di lavoro, e questo si ottiene riducendo la velocità del movimento (Speed of movement). La quantità di forza o di tensione che un muscolo può sviluppare nel corso dell'attività è sostanzialmente influenzata dalla velocità di accorciamento (fase concentrica) o allungamento (fase eccentrica) del muscolo. La quantità di tensione muscolare è correlata al numero di fibre che si contraggono. Ogni fibra muscolare (o cellula muscolare) contiene da diverse centinaia a diverse migliaia di miofibrille, che sono composte dai filamenti proteici actina (sottili) e miosina (spessi). Questi filamenti spessi e sottili all'interno di ogni miofibrilla compongono l'unità contrattile di base, il sarcomero. In una fibra muscolare, più lenta è la velocità con cui i filamenti di actina e miosina scorrono, maggiore è il numero di collegamenti o ponti trasversali che possono essere formati tra i filamenti. Maggiori sono i ponti trasversali per unità di tempo, maggiore è la tensione provocata. Quindi con un'attività muscolare a bassa velocità, può essere creato un maggior numero di ponti trasversali, che porta ad una massima tensione per un determinato carico di lavoro.
La tensione in un muscolo è correlata al numero di unità motorie in attività e alla frequenza con la quale vengono convogliati gli impulsi tramite i motoneuroni. Fisiologicamente, utilizzare un protocollo a bassa velocità richiede l'attivazione di più fibre muscolari e un aumento della frequenza di attività, al fine di mantenere una forza necessaria per sollevare un determinato carico di lavoro. Ciò fornisce stimoli per lo sviluppo della forza muscolare. Lo sviluppo della resistenza iniziale prevede adattamenti neurologici (stimolazione delle fibre muscolari attraverso un aumento dell'attivazione e del reclutamento), seguiti da ipertrofia muscolare. Con lo stimolo dell'ipertrofia muscolare, avviene un aumento della sintesi proteica (proteosintesi) che favorisce una moltiplicazione delle miofibrille all'interno delle fibre muscolari, le quali portano ad un allargamento della sezione trasversale del muscolo. Allo stesso modo avviene un aumento del numero di filamenti di actina e miosina, che aumenta successivamente la capacità di formare i ponti trasversali. Questi adattamenti fisiologici si traducono in un aumento della forza, resistenza, e ipertrofia muscolare.

## La ricerca scientifica
Un documento rappresentativo di Westcott et al. pubblicato nel 2001 descriveva due studi condotti dalla sua équipe nel 1993 e nel 1999 che confermavano l'efficacia della tecnica Super slow.
Nello studio del 1993 vennero esaminati settantaquattro uomini e donne sedentari (età media:56 anni). I soggetti vennero distribuiti in gruppi da sei persone e strettamente controllati per otto settimane. Tutti i soggetti eseguirono una serie di tredici esercizi (macchine isotoniche) per tre giorni a settimana. Questi esercizi erano leg extension, leg curl, leg press, flessioni del collo, estensioni del collo, pull-over, chest press, croci per il petto, alzate laterali, curl per bicipiti, estensioni per tricipiti, crunch addominali e estensioni per la parte bassa della schiena. Dei settantaquattro soggetti, trentanove (dieci maschi e ventinove femmine), si allenarono ad una velocità normale e trentacinque (tredici maschi e ventidue femmine), eseguirono gli esercizi a bassa velocità. Benché entrambi i gruppi differissero per quanto riguarda il tempo trascorso nella fase concentrica, in entrambi i gruppi la fase eccentrica durava quattro secondi. Ciascuno dei soggetti venne testato utilizzando un carico che permettesse 10 RM (gruppo velocità normale) o un carico da 5 RM (gruppo a bassa velocità) alle settimane 2 e 8 nello studio per la valutazione della resistenza muscolare prima e dopo il test. I risultati indicarono che il gruppo a bassa velocità raggiunse guadagni di forza superiore, ottenendo in media un aumento di 26 kg in forza per i tredici esercizi combinati, rispetto a una media di 18 kg per il gruppo a velocità normale.
Il secondo studio del 1999 descritto nel documento, consisteva nell'esaminare settantatré uomini e donne sedentari (età media di cinquantatré anni). Questo studio risultò simile a quello del 1993, tranne per il fatto che durava dieci settimane, e le valutazioni prima e dopo il programma erano basate su un carico che permetteva 10 RM (gruppo a velocità normale) e un carico da 5 RM (gruppo a bassa velocità) testando la chest press solo alle settimane 2 e 10 nello studio. Dei settantatré soggetti, quarantatré (tredici maschi e trenta femmine) si allenarono ad una velocità normale, e trenta (dieci maschi e venti femmine), si allenarono a bassa velocità. Questo studio ha sostenuto le conclusioni del precedente, in quanto il gruppo bassa velocità raggiunse risultati migliori rispetto al gruppo a velocità normale, ottenendo in media un aumento di 24 kg sul chest press, rispetto a una media di 16 kg per il gruppo a velocità normale.
Un altro rilevante studio venne condotto da Keeler et al. nel 2001. La ricerca coinvolse quattordici donne sedentarie, con un'età media di trentadue anni. I soggetti vennero distribuiti in maniera casuale in un gruppo superslow (sei soggetti) e in un gruppo di allenamento tradizionale (otto soggetti). La forza venne valutata sia prima che dopo il programma con un test massimale 1-RM su otto esercizi con sovraccarichi: leg extension, leg curl, leg press, panca, low row, curl per bicipiti, estensioni per tricipiti, e pull down machine. I soggetti si allenarono tre volte a settimana per dieci settimane. Per questo studio, il protocollo Super slow veniva caratterizzato da 10 secondi di fase concentrica, seguito da cinque secondi nella fase eccentrica. Il protocollo tradizionale invece consisteva in due secondi di fase concentrica, seguito da quattro secondi di fase eccentrica. Entrambi i gruppi eseguirono una serie di ciascuno degli otto esercizi raggiungendo il momentaneo cedimento muscolare tra otto-dodici ripetizioni massime (RM). I gruppi tradizionale e super slow iniziarono gli esercizi usando rispettivamente l'80% e il 50% di 1RM, fino a che il cedimento muscolare non veniva raggiunto. Il peso è stato poi aumentato con incrementi del 5%, quando le ripetizioni massime potevano essere completate in buona forma. Solo per la leg press il carico venne invece incrementato del 2,5%. I risultati indicarono che entrambi i gruppi avevano riscontrato degli effetti significativi eseguendo gli esercizi. Inoltre, il gruppo tradizionale migliorò significativamente rispetto al gruppo Super slow in termini di peso totale sollevato su leg press, leg curl, leg extension, pull down, e chest press. I risultati per la chest press indicarono che il gruppo tradizionale migliorato di una media di ventisei libbre (circa dodici chili) rispetto al gruppo Super slow, il quale migliorò in media di sole nove libbre (circa quattro chili). Si è concluso che il metodo tradizionale è superiore al Super slow per migliorare la forza massimale (1-RM) nella fase iniziale di un programma di allenamento coi pesi per donne sedentarie
Neils et al. (2005) studiarono il metodo Super slow per determinare gli adattamenti muscolari indotti da questa tecnica nelle fasi iniziali di un programma di allenamento coi pesi, rispetto al metodo tradizionale. Sedici soggetti sani (sei uomini e dieci donne) presero parte allo studio. Venne inizialmente valutata la loro capacità massimale (100% 1RM) su squat e panca piana, la forza esplosiva con il countermovement jump (salto con contromovimento) e squat jump (squat con salto), la composizione corporea mediante assorbimetria a raggi X a doppia energia (DEXA). I soggetti che parteciparono al programma di allenamento coi pesi della durata di 8 settimane vennero divisi in due gruppi, uno dei quali applicava il metodo tradizionale (tre uomini e sei donne), mentre l'altro il Super slow (tre uomini e quattro donne), utilizzando entrambi un carico relativo ad un'intensità dell'80% di 1RM. Entrambi i gruppi si allenarono per 3 giorni a settimana. Entrambi i gruppi migliorarono la forza massima sullo squat e sulla panca piana (+6.8% e 8.6% per il gruppo tradizionale contro +3.6% e 9.1% per il gruppo Super slow, rispettivamente su squat e panca). La forza esplosiva su countermovement jump aumento considerevolmente nel gruppo tradizionale, ma non venne rilevato alcun incremento nel gruppo Super slow. Entrambi i gruppi migliorarono la prestazione massimale, mentre non venne rilevato alcun cambiamento sullo composizione corporea per entrambi i gruppi. I risultati di questo studio conclusero che il metodo tradizionale è più efficace del Super slow per sviluppare la forza esplosiva, ma entrambi i metodi sono risultati efficaci per migliorare la prestazione massimale. Curiosamente il Super slow permise un miglioramento della prestazione massimale su panca leggermente superiore all'altro gruppo.
Ma le analisi sul metodo Super slow si sono concentrate anche sul suo effetto sul dispendio energetico, e le sue potenziali implicazioni in un programma per la perdita di peso. Hunter et al. (2003) compararono gli effetti di questo metodo con il tradizionale allenamento coi pesi sul dispendio cardiovascolare ed energetico. Vennero a far parte dello studio 7 uomini giovani allenati (età media 24 anni) a cui venne misurato il dispendio energetico tramite la calorimetria indiretta e la frequenza cardiaca per 15 minuti dopo l'allenamento in giorni diversi. I livelli di lattato nel sangue sono stati valutati prima e dopo ogni intervento. Il dispendio energetico a riposo è stato valutato a digiuno prima di qualsiasi esercizio, e tra 21 e 22 ore dopo entrambi i protocolli. Il consumo di ossigeno (VO2) e la frequenza cardiaca media erano significativamente più elevati durante il protocollo tradizionale che durante il Super slow. Anche il consumo di ossigeno è stato significativamente più alto durante il recupero a 15 minuti, tuttavia, la frequenza cardiaca media non era significativamente differente tra i due gruppi. La spesa energetica totale da processi ossidativi era del 45% più elevata per il protocollo tradizionale. Anche i livelli di lattato postesercizio erano quasi 2 volte maggiori dopo il protocollo tradizionale. Infine, aggiungendo la stima della spesa energetica del lattato nel sangue al dispendio energetico netto del consumo di ossigeno, è stata prodotta una differenza significativa di oltre il 48% in più per l'allenamento tradizionale. Gli stimoli metabolici e cardiovascolari erano bassi nel protocollo Super slow. I ricercatori conclusero che l'allenamento coi pesi tradizionale aumenta il dispendio energetico più allenamento in Super slow, e quindi può essere più utile per il controllo del peso corporeo.
Goto et al. (2009) esaminarono le risposte ormonali indotte dall'esericio coi pesi con movimento lenti, variando la durata della fase concentrica ed eccentrica nei diversi protocolli. Nove uomini eseguirono diversi protocolli al leg extension:
- esercizio coi pesi a bassa intensità con una durata di 5 secondi nella fase concentrica e di 1 secondo in quella eccentrica;
- esercizio coi pesi a bassa intensità con una durata di 1 secondo nella fase concentrica e 5 secondi in quella eccentrica;
- esercizio coi pesi a bassa intensità con una durata di 3 secondi nella fase concentrica e 3 secondi in quella eccentrica;
- esercizio coi pesi ad alta intensità con una durata di 1 secondo nella fase concentrica e 1 secondo in quella eccentrica;

Le concentrazioni di lattato erano significativamente più elevate nel protocollo con la durata maggiore (5 secondi) nella fase concentrica (5-1) rispetto al protocollo con la durata maggiore nella fase eccentrica (1-5). Gli esercizi con movimenti lenti crearono un significativo aumento dell'adrenalina plasmatica, il GH sierico, e il testosterone libero. Le concentrazioni di GH sierico incrementarono maggiormente a seguito dei 3 protocolli con movimenti lenti se comparati con il protocollo ad alta intensità con movimenti rapidi. Tuttavia, i livelli di cortisolo sierico erano maggiormente elevati dopo il protocollo che prevedeva una maggiore durata nella fase concentrica rispetto agli altri. Il consumo medio di ossigeno durante la sessione era significativamente maggiore nel protocollo ad alta intensità, senza alcuna differenza tra gli esercizi con movimenti lenti. In conclusione, l'esercizio coi pesi con movimenti lenti aumenta in maniera acuta le concentrazioni di ormoni anabolici indipendentemente dal tempo di durata delle fasi concentrica ed eccentrica. Inoltre, l'eserciziocoi pesi in cui la fase eccentrica trova una durata maggiore stimola in maniera inferiore i cambiamenti nelle concentrazioni di lattato e cortisolo se comparati all'esercizio lento in cui dura più la fase concentrica.
Mukaimoto e Ohno esaminarono l'impatto del Super slow sul consumo di ossigeno (VO2) durante e dopo il periodo della sua applicazione. Undici uomini sani eseguirono i seguenti 3 tipi di esercizi di allenamento coi pesi a circuito in giorni diversi:
- esercizio coi pesi a bassa intensità di con movimenti lenti: eseguito al 50% di 1-RM, con 4 secondi sia nella fase concentrica che eccentrica;
- esercizio coi pesi ad alta intensità di con movimenti normali: eseguito all'80% di 1-RM, con 1 secondo sia nella fase concentrica che eccentrica;
- esercizio coi pesi a bassa intensità di con un movimento normale: eseguito al 50% di 1-RM, con 1 secondo sia nella fase concentrica che eccentrica;

Questi tre protocolli vennero eseguiti per 3 serie in uno schema di circuito con 4 esercizi, portando sempre la serie al cedimento muscolare. Il consumo di ossigeno è stato monitorato in continuo durante l'esercizio fisico e per 180 minuti dopo l'esercizio. La media del consumo di ossigeno per tutta la sessione di allenamento era significativamente più alta con l'esercizio coi pesi ad alta e bassa intensità con movimenti normali piuttosto che con il protocollo Super slow, tuttavia, il consumo di ossigeno totale era significativamente maggiore nel protocollo Super slow rispetto agli altri metodi. Al contrario, non vi erano differenze significative nel consumo di ossigeno in eccesso post-allenamento (EPOC) totale tra i 3 protocolli. I risultati di questo studio suggeriscono che l'esercizio coi pesi a bassa intensità con movimenti lenti (Super slow) induce una spesa energetica molto maggiore rispetto all'esercizio coi pesi con movimenti normali ad alta o bassa intensità, e viene seguita da simili valori di EPOC per 180 min dopo l'esercizio.
Una delle ricerche più recenti (Burd et al., 2012) volle determinare se il muscolo sotto tensione durante l'esercizio coi pesi a bassa intensità influisce sulla sintesi di frazioni proteiche muscolari specifiche o sulla fosforilazione di proteine che determinano l'innesco di segnali anabolici. Otto uomini (età media di 24 anni) hanno effettuato 3 serie di leg extension unilaterale al 30% di 1 RM le cui ripetizioni duravano 6 secondi sia nelle fasi concentriche che eccentriche a cedimento (protocollo lento), oppure ripetizioni della durata di 1 secondo sia nelle fasi concentriche che eccentriche (protocollo veloce). I partecipanti ingerirono 20 g di proteine del siero del latte immediatamente dopo l'esercizio e nuovamente a 24 ore di recupero. Il tasso di sintesi proteica miofibrillare è stata maggiore nel protocollo lento rispetto a quello rapido dopo 24-30 ore di recupero. Il tasso di sintesi proteica mitocondriale e sarcoplasmatica indotte dall'esercizio sono state elevate del 114% e 77%, rispettivamente, al di sopra dei livello a riposo a 0-6 ore dopo l'esercizio solo nel protocollo lento. La sintesi proteica mitocondriale è rimasta elevata al di sopra dei livelli a riposo durante il recupero per 24-30 ore a seguito di entrambi gli allenamenti, del 175% nel protocollo lento, e del 126% in quello rapido. I mostrano che il maggiore Time Under Tension aumenta l'ampiezza acuta della sintesi proteica mitocondriale e sarcoplasmatica e porta anche ad una rilevante, ma ritardata, stimolazione della sintesi proteica miofibrillare entro 24-30 ore dopo l'esercizio coi pesi.

### Conclusioni
Dall'analisi delle varie ricerche emergono risultati controversi riguardo alla superiorità del metodo Super slow per quanto riguarda l'aumento della forza, dell'ipertrofia, e del dispendio energetico. Mentre alcuni studi rilevarono un miglioramento maggiore della forza da parte del Super slow, altri portarono a conclusioni opposte, ed altri ancora stabilirono che i miglioramenti sulla forza risultavano simili tra quest'ultimo e il metodo tradizionale. Nell'ambito del dispendio energetico, uno studio riconobbe la superiorità del metodo tradizionale sulla spesa energetica e sul EPOC (consumo di ossigeno in eccesso post-allenamento), mentre altri conclusero anche in questo caso risultati contrari. Il Super slow agisce aumentando notevolmente il Time Under Tension durante le serie, e alcune evidenze hanno osservato che il prolungamento di questo parametro porta ad un maggiore dispendio energetico complessivo. Proprio per i Time Under Tension molto prolungati, questa tecnica ha dimostrato anche la capacità di aumentare la sintensi e la densità di mitocondri, oltre che la sintesi miofibrillare (connessa con lo sviluppo di forza e ipertrofia muscolare). L'aumento della densità mitocondriale rappresenta un fattore interessante riguardo al metodo Super slow, in quanto è stato appurato che i metodi tradizionali causano invece un suo decremento. I risultati contrastanti tra gli studi possono essere facilmente dovuti a variabili potenzialmente anche molto diverse come le categorie di soggetti esaminati (uomini, donne, età media, stato di allenamento), diverse metodologie di allenamento (Time Under Tension, Speed of movement, volume, Intensità, tempi di recupero) e altre diverse procedure previste dai test. Si riconosce infatti come i vari studi vadano a nominare in maniera generica il metodo tradizionale e il Super slow, definendoli con dei canoni che presumibilmente differiscono tra i test. L'unico punto comune tra i protocolli tradizionali sarebbe probabilmente la velocità di movimento più rapida e il TUT più contenuto. Ad ogni modo, il Super slow è riuscito comunque a dimostrare risultati positivi sul miglioramento di tutti questi punti, anche se in alcuni casi inferiori rispetto ai metodi tradizionali. Infine, il metodo Super slow ha dimostrato di aumentare maggiormente le concentrazioni di GH rispetto al tradizionale metodo ad alta intensità, presumibilmente per il fatto che la secrezione di questo ormone incrementa di pari passo con il Time Under Tension e quindi la produzione di lattato, prodotto metabolico caratteristico del metabolismo anaerobico lattacido glicolitico. Mentre l'alta intensità non causa una grande elevazione dei livelli di lattato per i tempi di attività del sistema anaerobico alattacido o dei fosfati. Dal momento che la costante varietà di stimolo durante i vari cicli rappresenta un importante aspetto della programmazione dell'allenamento coi pesi sul lungo termine, incorporare vari metodi, tra cui il Super slow in alcune fasi, potrebbe essere una valida strategia per indurre ulteriori miglioramenti sotto l'aspetto degli adattamenti muscolari.

## Altre tecniche diresistance training
- Super set
- Tri set
- Set gigante
- Stretch contrastato
- Stripping
- Rest pause
- Ripetizioni eccentriche
- Ripetizioni forzate
- Ripetizioni negative
- Ripetizioni parziali
- Peak contraction
- Doppio impatto
- Cheating
- Serie del 21
- Sistema piramidale
- Mantieni Peso (MP)
- Mantieni Ripetizioni (MR)
- Lock-out
- Cedimento muscolare